# Stable Free Radical Polymerization
Stable-radical-mediated polymerization (SRMP) oder auch Stable-free-radical-mediated polymerization (SFRP), deutsch stabile radikalische Polymerisation, ist eine spezielle Art der Kontrollierten radikalischen Polymerisation. In SRMP wird eine radikalische Polymerisation kontrolliert, das heißt die durchschnittliche Molmasse des erhaltenen Polymers gezielt beeinflusst, indem ein stabiles Radikal der Reaktionsmischung hinzugefügt wird. Die Kontrolle ergibt sich aus einer starken Verringerung der Konzentration an propagierenden Radikalen durch Einstellung eines chemischen Gleichgewichts durch reversible Terminierung der Radikale bei der eine sogenannte schlafende Spezies gebildet wird.
Da zumeist die Substanzklasse der Nitroxide (z. B. TEMPO) zu diesem Zweck verwendet wird, spricht man oft nur von Nitroxid-vermittelte Polymerisation (NMP) auch wenn SRMP eine umfassendere Bezeichnung darstellt.